# 三菱・i-MiEV
i-MiEV（アイ・ミーブ）は、三菱自動車工業が2006年10月に発表し、2009年6月4日に量産製造を開始し、2009年7月下旬から2021年4月まで法人を中心に販売された二次電池式電気自動車である。大きな蓄電量を持つリチウムイオン二次電池を用いた世界初の量産電気自動車である。2010年末には、グループPSAにOEM供給され、「プジョー・イオン」（Peugeot iOn）、「シトロエン・C-ゼロ」（Citroën C-Zero） の車名で欧州市場において販売された。

## 概要
2009年6月5日に正式発表され、同年7月下旬から法人を中心に販売開始され、2010年4月1日から個人向け販売も開始した。本車両の発売により、三菱自動車はライバル企業に先駆け電気自動車の量産化に成功した。
軽自動車である三菱・i を母体に、ガソリンエンジンに代え、永久磁石式交流同期電動機と重量200 kgのリチウムイオン二次電池（バッテリー）パックなどMiEV技術や回生ブレーキなどを搭載。走行中には二酸化炭素の排出がなく、使用エネルギー単価もガソリン車であるiより低く抑えられる。新規開発した電気自動車統合制御システムMiEV OSを搭載し、モーター、インバーター、バッテリーを総合的に管理している。充電は三相交流200ボルトを電源に用いた急速充電の他、家庭用の単相交流100ボルトまたは200ボルトによる普通充電にも対応している。
バッテリーの製造は、Mグレードを除き、電気自動車用電池の開発・製造専門の会社としてジーエス・ユアサコーポレーション、三菱商事、三菱自動車がそれぞれ出資して設立したリチウムエナジージャパンで行っている。
なお、ベース車のiは2013年限りで生産終了したが、i-MiEVはEV専用車として強化する方針を示していた。
2018年4月の一部改良で全長が85 mm拡大され、登録車（小型自動車 / コンパクトカー）扱いとなった。

## 車輌構造

### 駆動系
「三菱・i」のリアシート後方に搭載されていたガソリンエンジンを従来型の永久磁石式同期電動機に置換。減速ギアとデファレンシャルギアを介して後ろの2輪を駆動し、64馬力（G型）/41馬力（M型）のネット出力を得ている。レスポンスが良く高出力で高トルクという電動機の特性を生かすため、専用の制御ソフトウェアを搭載し車載ECUで制御している。

### 電力系
電池
座席の床下部分にリチウムイオン電池を搭載することで室内空間の犠牲を少なくし、低重心化によって安定した走行が得られる。マンガン系正極とグラファイト負極を組み合わせたリチウムイオン電池で急速充電性能と高エネルギー密度、安全性をバランスさせた。
2011年7月のマイナーチェンジ後、新たな廉価版グレードである「M」では負極にサイクル寿命に優れるチタン酸リチウム（LTO）を利用したリチウムイオン電池（チタン酸リチウム二次電池）の一種である、東芝製SCiB（10.5 kWh）が採用された。「M」の上級にあたる「G」、「X」には引き続きリチウムエナジージャパン製のリチウムイオン電池（16 kWh）が採用されている。
充電と航続距離
通常の充電は、専用の充電ケーブルを右後部の差込口に接続し、商用単相100 V/200 Vの外部電力によって行う。この場合は、車載充電器が搭載電池に安全に100%の満充電状態まで充電し、電池残量が0%の状態からは、100 Vの場合で約14時間、200 Vの場合で約7時間で完了する。
急速充電の場合は、50 kW充電器で0%から80%まで回復させるために必要な時間は30分である。急速用の充電器では、80%以上または30分で自動的に充電動作が停止する。電池の特性により、急速充電しようとしても満充電付近では充電時間が長くなる。なお、通常/急速、いずれの場合も、電池残量があればより短時間で済む。
満充電状態での走行可能な距離は、ベースグレードの場合、一般的な市街地での40 - 60 km/h程度の走行速度で空調なしの場合は120 km、エアコン使用時で100 km、ヒーター使用時で80 kmと公表されている。なおこれは新品時の実測値平均データであり、他のEV車同様バッテリーの劣化が進行すると航続距離は短くなる。
三菱自動車は、本車によって短距離向けの車輌を提供し、今後は長距離向け車輌にも拡大していく予定だという。

## 価格
発売当初の車両本体価格は税込459.9万円で、国のEV補助金（139万円）を適用すると実質負担額は320.9万円である。販売目標台数は、2009年度で1400台とされていた。
2010年4月1日からの個人向けの販売の開始に当たり、車両本体価格を61.9万円引き下げ、398万円となった。2010年度も国からのEV補助金（114万円）の交付が行われ、実質負担額は284万円となる。
販売方式は法人向け販売と同様にメンテナンスリース方式（車両本体価格に加え、税金や整備費用の一部などの車両維持管理費を含めたリース）を基本とする。同年5月6日に決定したMMCダイヤモンドファイナンス（現・三菱自動車ファイナンス）の支払プランの一例では、233.1万円を一時払いリース料として支払った場合、月額リース料が7,000円となり、電気代とあわせても「i」のガソリン代とほぼ同額の月額1万円程度で済むことになる。なお、さまざまなニーズに対応するため、いくつかのプランが設定されており、一時払いリース料無し（月額リース料49,980円）のプランから、一時払いリース料を250.0万円とすることで月額リース料を約3400円までに下げることが可能である。また、このリースには各種税金や点検・車検の諸費用があらかじめ組み込まれている為、点検・整備を受けながら月額費用を平均化することができ、補助金申請手続きをリース会社で実施する為、個人ユーザーの負担を軽減できるメリットがある。なお、リース満了となった場合、車両契約時に「購入選択権付リース」を選択することで、設定した金額での購入、再リース、返却を選択できる。ただし、「購入選択権付リース」を選択しない場合はリース満了と同時に返却となるので注意が必要である。また、同年11月4日の一部改良に合わせて現金販売を開始すると共に、現金購入のユーザーにも安心且つ確実な点検・整備を受けられるように、メンテナンスパック「ハーティプラスメンテナンス」を設定した。
2011年7月のマイナーチェンジで2グレード体制となり、廉価グレードの「M」は260万円、上級グレードの「G」でも380万円とさらに車両本体価格が引き下げられた。さらに、国からのEV補助金（72万円から96万円）の交付が行われることにより、「M」の実質負担額は188万円となった。
2013年11月の一部改良で廉価グレードの「M」は245.91万円、「G」に代わって新たに設定された「X」は290.115万円と車両本体価格が更に引き下げられた。これに、申請が必要となる平成25年度クリーンエネルギー自動車等導入対策費補助金の上限交付額（「M」は74万円、「X」は85万円）を受けた場合、「M」の実質負担額は171.91万円となった。
2014年4月に消費税率が変更されたことに伴い、「M」は252.936万円、「X」は298.404万円に値上げ（本体価格は据え置きで、値上げ幅は増税分のみ）となったが、2014年10月の一部改良により再度値下げを行い、「M」は226.152万円（26.784万円値下げ）、「X」は283.824万円（14.58万円値下げ）となった。
2018年4月には小型車になると同時にグレードは「X」のみに統一され、価格は税込み294.84万円(税抜き273万円)でクリーンエネルギー自動車導入事業費補助金が16.4万円となっている。
2019年10月の消費税率改定に伴い、本体価格はそのままに税込み価格が300.03万円となった。
また、i-MiEVは5年目以降の車検入庫時に保証延長点検（24ヶ月定期点検相当）を受けることで適用される「最長10年10万km特別保証延長」の対象車種で、法人向けリース販売開始日に遡って適合される（最長10年10万km特別保証延長は指定した特別保証部品が対象で、EV駆動用バッテリーは5年10万km保証、容量保証は初度登録後8年以内かつ走行距離16万km以内である）

## 充電インフラ
三菱自動車ディーラーの店舗で充電が行える体制を整備している。急速充電器は各都道府県の三菱自動車工場や主要幹線道路付近のディーラーに設置が進んでいる。三菱自動車以外の充電インフラ（電気自動車#充電設備）としては、同社も会員であるCHAdeMO協議会が推進するものや、大阪府、神奈川県など地方自治体が主導するものもあり、地域によってはそれらの充電コンセントや急速充電器を活用することで実用的な運行が可能となりつつある。また、日産と三菱は互いの販売店で他社車輌への充電サービスが行えるよう、協力関係を結んでいる。

## 開発

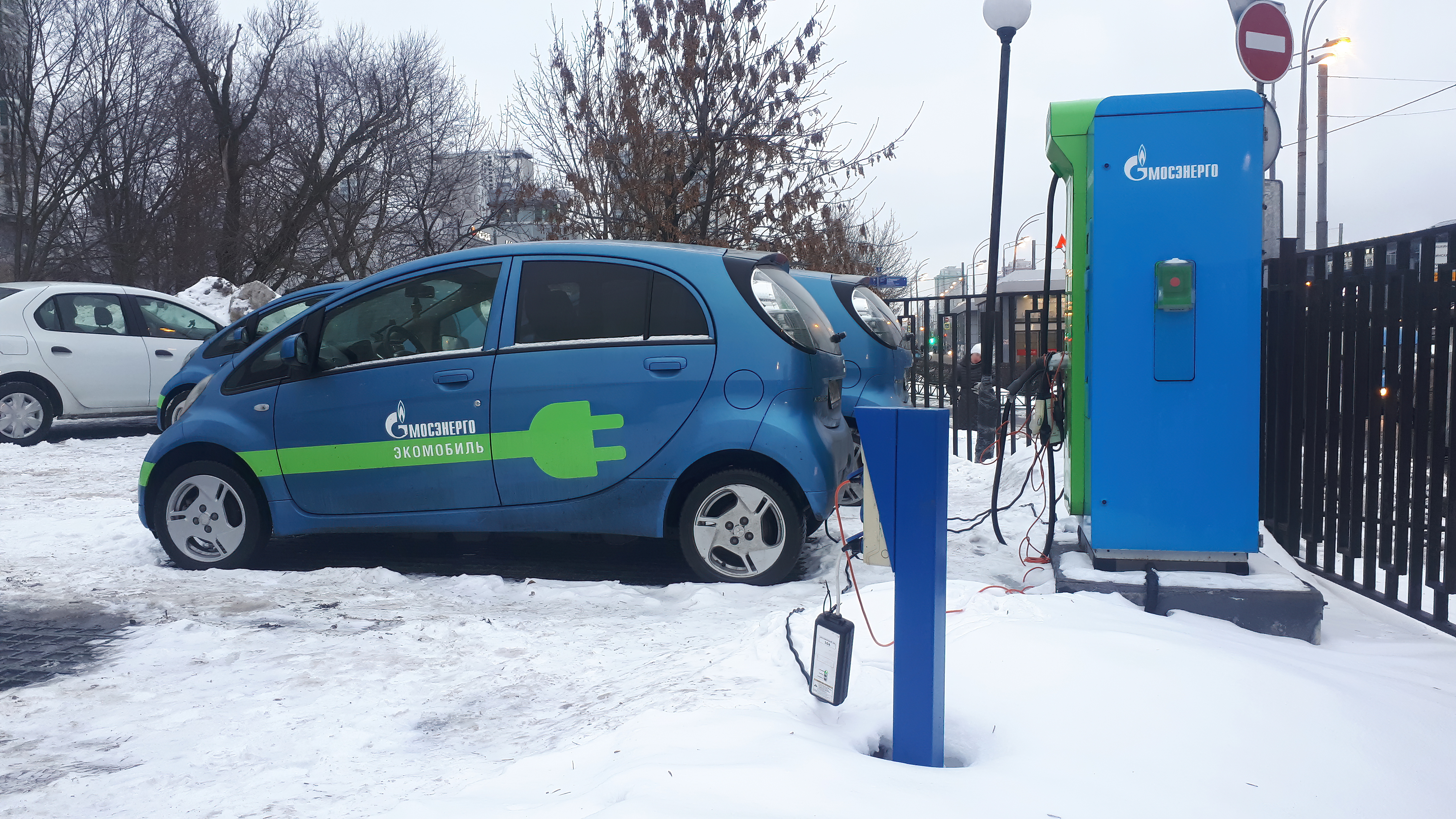
この車はガスプロム（ロシア）によって試運転中です。

i-MiEVは、2008年2月以降だけでも延べ295,000 km、5億件の走行データが収集された。これはガソリン車とは比較にならない膨大な量で、このために日本の電力会社7社と提携して40台の試験車を供した。その際、三菱 モバイルフォン オペレーションシステム「MMOS」（グローバル・ポジショニング・システム付きデータロガーと通信用モデム）を介して環境や使用条件が性能にもたらす影響を調査し、改良に生かした。また、運転者からの意見も取り入れ、残りの走行可能距離を1 km単位で知らせる表示機能などを追加した。
社長の益子修は2007年10月から試験車を宣伝を兼ねて社長車として用いた。時にホテルなどで「怪しいクルマ」と判断されて入場を断られることもあったというが、延べ6,700 kmを走行した。
「MiEV」は「ミツビシ・イノベーティブ・EV」の略であるが、元々は「ミツビシ・インホイールモーター・EV」の意味であった。コストの関係でインホイールモーター技術を採用することができず、仕方無くイノベーティブに変更したと、CEATEC JAPAN 2011にて益子が語っている。

## 課題
量産や販売を先行することで、ノウハウをいち早く積み上げることを狙った同車が収益に寄与するまでには何年もかかると見込まれている。損益分岐点は年間販売30,000台に対し、生産計画は2009年度に2,000台、2010年でも8,500台でしかない。これは電池の生産能力にボトルネックがあるためであり、数百億円の投資などを経て同社では2012年度以降の黒字化を目指している。
その一方で、整備にも課題を残す。ユニット交換が主体となるため技術的なハードルは低いが、その分高価になると予想される。また作業のためには、従来は不要だった感電を防ぐためのゴム製絶縁体作業着や電気取扱いの知識などが求められ、同社では技術研修会の開催など整備士教育に努めている。

## 年表
- 2006年（平成18年）
  - 10月 - i-MiEVの研究車両を発表[13]。
  - 11月 - 東京電力、中国電力との共同研究を開始[13]。
- 2007年（平成19年）
  - 1月 - 九州電力との共同研究を開始[13]。
  - 3月 - 東京電力、九州電力と実車での性能評価を実施[14]。
  - 6月 - 中国電力と実車での性能評価を実施。
  - 10月 - 東京モーターショーに実証走行試験用i MiEVと、i MiEVをベースとしたスポーツコンセプトカー「i MiEV SPORT」を出展。
  - 12月 - リチウムエナジージャパン設立[15]。
- 2008年（平成20年）
  - 2月 - 東京電力、関西電力、中国電力、九州電力と実証走行試験を開始[16][17][18][19]。びわ湖毎日マラソンの伴走車として走行[20]。
  - 3月 - ニューヨークモーターショーにi MiEVとi MiEV SPORTを出展[21]。
  - 4月 - 北海道電力、沖縄電力と実証走行試験を開始[22][23]。
  - 6月 - 洞爺湖サミットに関連し、東京から洞爺湖までの約800 kmを各地で充電をしながら走行する「CO2削減 EV洞爺湖キャラバン」にスバルのR1eと共に参加し、完走した。
  - 7月 - 神奈川県警との実証走行試験を実施[24]。環境省が試験導入開始[25]。東京工業大学および三菱商事と共同で再生可能エネルギーを用いた運用試験を開始。
  - 8月 - アメリカ合衆国の電力会社パシフィック・ガス・アンド・エレクトリック・カンパニーおよびSouthern California Edisonと実証走行試験の共同実施について検討を開始[26]。北海道マラソンの伴走車として走行[27]。
  - 9月 - アイスランド政府とi MiEVの実証走行試験を2009年度中に共同実施することで合意[28]。
  - 10月 - 京都府とGSユアサの共同研究に提供[29]。
  - 11月 - 成田国際空港で航空機のメンテナンスなどを行うエージーピーが試験導入[30]。郵便事業が試行配備[31]。
  - 12月 - 環境省が実施する電気自動車等に係る実証試験に使用される[32]。モナコで政府関係者や電力会社、環境支援団体など向けの試乗会を実施[33]。田辺三菱製薬が発売後の導入を表明。
- 2009年（平成21年）
  - 1月 - ローソンに試行配備[34]。全国都道府県対抗女子駅伝競走大会に運営車両を貸与[35]。
  - 2月 - ニュージーランドで国営電力会社のMeridian Energyと走行試験やプロモーション活動を開始[36]。香港特別行政区政府環境局と電気自動車の普及活動を行うことで覚書を締結[37]。
  - 3月 - PSA・プジョーシトロエンとi MiEVの協業で覚書を締結[38]。i MiEVベースの欧州向け電気自動車を共同開発し、三菱が製造を担当する[38]。三菱とプジョーブランドで2010年末-2011年初に発売予定[38]。ジュネーブモーターショーに、i MiEVの欧州仕様コンセプトと、オープンスポーツカーコンセプト「i MiEV SPORT AIR」を出展[39]。
  - 6月 - 量産開始[40]。量産化に伴い「i-MiEV」に名称変更[40]。7月の法人向け販売と翌年の個人向け販売を発表[40]。
  - 7月24日 - 新潟県柏崎市の柏崎タクシーが国内で初めてタクシーとして導入[41]。
  - 7月31日 - 三菱自動車ディーラーにて2010年度納車の予約受付を開始[42]。メンテナンスリース契約のみで、個人向け販売は無い。
  - 8月5日 - 愛媛県松山市の富士タクシーがタクシーとして1台を導入、営業運行開始[43]。
  - 9月15日 - フランクフルトモーターショーにて、プジョーがi-MiEVのOEM車、「プジョー・iOn」を発表。
  - 10月26日 - 岡山県岡山市の両備タクシーがタクシーとして1台を導入し、営業運行開始[44]。
  - 10月30日 - NPO法人日本自動車殿堂が選定する2009日本自動車殿堂カーテクノロジーオブザイヤーを受賞[45]。
  - 11月10日 - シトロエンがi-MiEVのOEM車、「シトロエン・C-ZERO」を発表。
- 2010年（平成22年）
  - 3月25日 - 東京の日の丸リムジンが「ゼロタクシー」の名称で2台導入。同日より運行開始[46]。
  - 4月1日 - 個人向けの販売を開始。法人向けと同様にメンテナンスリース形式を基本とする。同時に車両本体価格を大幅に引き下げ、398万円となった[47]。
  - 4月22日 - 光岡自動車がi-MiEVをベースとする電気自動車、「ライク」を発表。
  - 10月6日 - i-MiEVヨーロッパ仕様車、iOn、C-ZEROの生産を開始したと発表。
  - 11月4日 - 一部改良。
    - 新たに車速が約25 km/h時に通報音を発して接近を歩行者に知らせる、車両通報接近装置を追加。また、高速走行時におけるモーター音やブレーキ負圧電動ポンプの作動音を低減し、静粛性を向上。
    - 充電に使用するケーブル類に改良が加えられ、パナソニック電工がEV充電用に開発した屋外コンセントにも使用できるよう、200 V用には平型への変換アダプターを追加、100 V用は新型コンセント対応型に変更した。また、普通充電ガンも端子部保護用キャップや盗難・悪戯防止用の鍵付け穴などを追加した。
    - 機能面では補機用バッテリーの消費を抑えるため、パワースイッチ切り忘れ警告ブザー、ACCオートカット機能、ルームランプオートカット機能を追加。
    - 車両統合制御技術「MiEV OS（MiEV Operating System）」の改良により、駆動用バッテリー残量や渡航可能距離の精度が向上、ブレーキオーバーライド制御（アクセルとブレーキを同時に踏んだ場合、ブレーキを優先する機能）も追加。
    - ボディカラーには「ブラックマイカ」とオプションカラーの「ミスティックバイオレットパール」が追加。
    - なお、従来型の「i-MiEV」ユーザーには平型の変換アダプターを無償提供すると共に、車両通報接近装置は従来型用にディーラーオプションとして用意される。

  - 11月17日 - ロサンゼルスオートショーにて、北米仕様車が正式発表された。
- 2011年（平成23年）
  - 7月6日 - マイナーチェンジ（「M」は7月25日販売開始、「G」は8月中旬販売開始）。
    - グレード体系をモノグレードから2グレードに変更。新たにエントリーグレードの「M」を設定。装備内容の厳選や駆動用バッテリーのスペックダウン（総電圧270 V・総電力量10.5 kWh・JC08モードでの一充電走行距離120 km）により、価格を引き下げ、幅広いユーザーに対応。
    - 従来の仕様は「G」に改められ、運転席/助手席シートヒーターと7インチワイドディスプレイSSDナビゲーション（MMES）を標準装備（ナビゲーションについては充電スポット検索、EV専用エコ・ルート探索機能、EV専用エコステータス機能を備えるHDDナビゲーションシステムをディーラーオプションで設定、「M」もメーカーオプションでMMESを装備可能）。「MiEV OS」の改良等によりブレーキペダル連動回生ブレーキを追加。減速エネルギー回収量増加により、一充電走行距離を180 km（JC08モード）に向上した。
    - アクティブスタビリティコントロール（ASC）を標準装備化。また、ドアミラーを大型化し、後方視界を向上させ安全面を向上。
    - 普通充電ケーブルは、充電状況を常に監視するコントロールボックスを追加したAC 200 V専用ケーブル1本のみとし、AC 100 V専用ケーブルはメーカーオプションに変更。さらに、電気自動車ならではの利点を活用し、室内のアクセサリーソケットからAC 100 V電源を供給、100Wまでの家電製品に使用できる「ACパワーサプライEZ」をディーラーオプションとして設定。
    - ボディカラーはラズベリーレッドパール、ミスティックバイオレットパール、クールシルバーメタリック/ブラックマイカの3色を廃止し、7色に整理。

  - 12月20日 - ミニキャブMiEVとともに、日本国内初となるジャパネットたかたのテレビショッピングによる紹介販売を行うことを発表し、同年12月22日のテレビ東京向け放送分から紹介販売を開始。
- 2013年（平成25年）11月14日 - 一部改良。
  - 「G」を廃止。代替として「G」と同等の基本性能を保ちつつ、89万8,850円の大幅値下げを行った新グレード「X」を追加。廉価グレードの「M」は運転席・助手席シートヒーターや急速充電機能を装備しつつ、車両本体価格を14.09万円値下げした。併せて、暖房使用時の消費電力を抑制することで渡航可能距離の減少を抑える、省電力型ヒートポンプエアコンを軽自動車で初めて全車標準装備。運転席・助手席シートヒーターを背面部にも拡大。ルームランプと連動で点灯して夜間の充電作業をサポートする普通充電リッド内照明も装備された。また、「X」に装備されるLEDヘッドランプは明るさを約20%向上した最新型となり、従来は「G」のみのメーカーオプション設定だった「プレミアムインテリアパッケージ」は新たに本革巻ステアリング、本革巻シフトノブ、運転席ハイトアジャスターなどを追加して「M」にも拡大適応した。
  - ヘッドレストの大型化、カーテンエアバッグの標準装備化により安全装備を強化。
  - タイマー充電やプレ空調機能を備えた「MiEVリモートシステム」を新たにメーカーオプションに追加。
  - オプション設定の2トーンカラーのうち、ホワイトパール/ミントグリーンソリッドとホワイトパール/オーシャンブルーメタリックを廃止。
  - 今回の一部改良で車両型式がHA4W型に変更となった。
- 2014年（平成26年）
  - 2月 - 仕様変更。オプション設定の2トーンカラーが変更となり、クールシルバーメタリック/ホワイトソリッドをクールシルバーメタリック/ホワイトパールに、レッドソリッド/ホワイトソリッドをレッドメタリック/ホワイトパールにそれぞれ差し替えた。
  - 10月9日 - 一部改良[48]。
    - アクセルオフによる回生ブレーキで強い減速度を感知した場合に、ブレーキペダルを踏むことなくストップランプが自動点灯して後続車に注意を促す機能と、傾斜のある駐車場などでの充電中にパーキング以外にシフトチェンジした場合に車両の動き出し防止のためにブザーを鳴らしてドライバーに警告する機能の2点を全車に標準装備。併せて、車両本体価格の値下げも行った。

  - 11月26日 - デザインラッピング「MYアイ・ミーブ デザインラッピング」にレーシングカーをイメージした「スポーティー」を追加し、既存の「チェッカー」に新色の赤色を追加。さらに、新車購入時に加え、既にi-MiEVを保有しているユーザーや中古車購入ユーザーでも利用できるようになった[49]。
- 2016年（平成28年）
  - 8月30日 - 燃費の偽装があり実際よりも良い数値を届け出していた旨を発表。これにより、当分の間、製造および販売を停止。同時にホームページも一時閉鎖。
  - 9月9日 -「X」の現行モデル（2014年10月一部改良モデル）において、一充電走行距離を修正した。なお、交流電力量消費率は修正前と同数値となる。
  - 12月21日 - 一部改良[50]。
    - インパネのカラーをブラックからブラック/アイボリーに変更し、スイッチ類をセンターパネル中央下部に集約。センターコンソールにはスマートフォンなどの小物類が置けるカップホルダートレイを追加した。フロントシートの形状を変更し、インパネカラーと統一したブラック/アイボリーのシート生地を採用。併せて、シートの背もたれ前面にレッドのアクセントコードを、座面と背もたれ前面にレッドステッチをそれぞれ施し、ステアリングとシフトノブをブラックの本革巻を採用した。
    - 回生レベルセレクターを従来のフロアからステアリングコラム部に移し、3段階から6段階に増やしたほか、充電中でもエアコンなどが使用可能となる空調機能を追加した。
    - ボディカラーは従来ホワイトパールとの2トーンカラーでの設定だった「レッドメタリック」をモノトーンカラーに移行し、「ブラックマイカ」との入れ替えで「ライトニングブルーマイカ」を追加した。
- 2018年（平成30年）4月19日 - 一部改良（実質的には仕様変更扱い）が発表され、同日より販売が開始された[51]。
  - バンパー（フロント・リアとも）の形状とサイドエアダムのデザインが変更され、フロントバンパーにフォグランプを内蔵。モノトーン色には前後のドアサッシュにブラックアウトテープが装着された。ボディカラーは「クールシルバーメタリック」を「スターリングシルバーメタリック」に入れ替え、ホワイトパールとの2トーンカラーも同様に変更された。
  - 前述した道路運送車両の保安基準の改正に伴う対歩行者安全強化の理由のため、フロントバンパーの変更によって全長が85 mm拡大して3,480 mmとなった[52]ことで登録車（小型自動車 / コンパクトカー）扱いとなり、車両型式がHD4W型に変更された。
  - また、駆動用バッテリー温度が高い状態で急速充電を行う際、充電時間が長くなることを知らせる「電池高温時お知らせ機能」が追加された。
  - 「M」の廃止に伴って再びモノグレード体系となり、「X」のみの設定となった。
  - 一部改良に合わせ、「MYアイ・ミーブ デザインラッピング」において、2トーンスタイルの「マスク」2種、ストライプラインの「レーザーストライプ」3種の計5種の新デザインを追加することも発表された[53]。
- 2021年（令和3年）
  - 2月22日 - オーダーストップ[要出典]。
  - 3月31日 - 生産終了[54][55]。
  - 4月末 - 新車としての登録を完了。

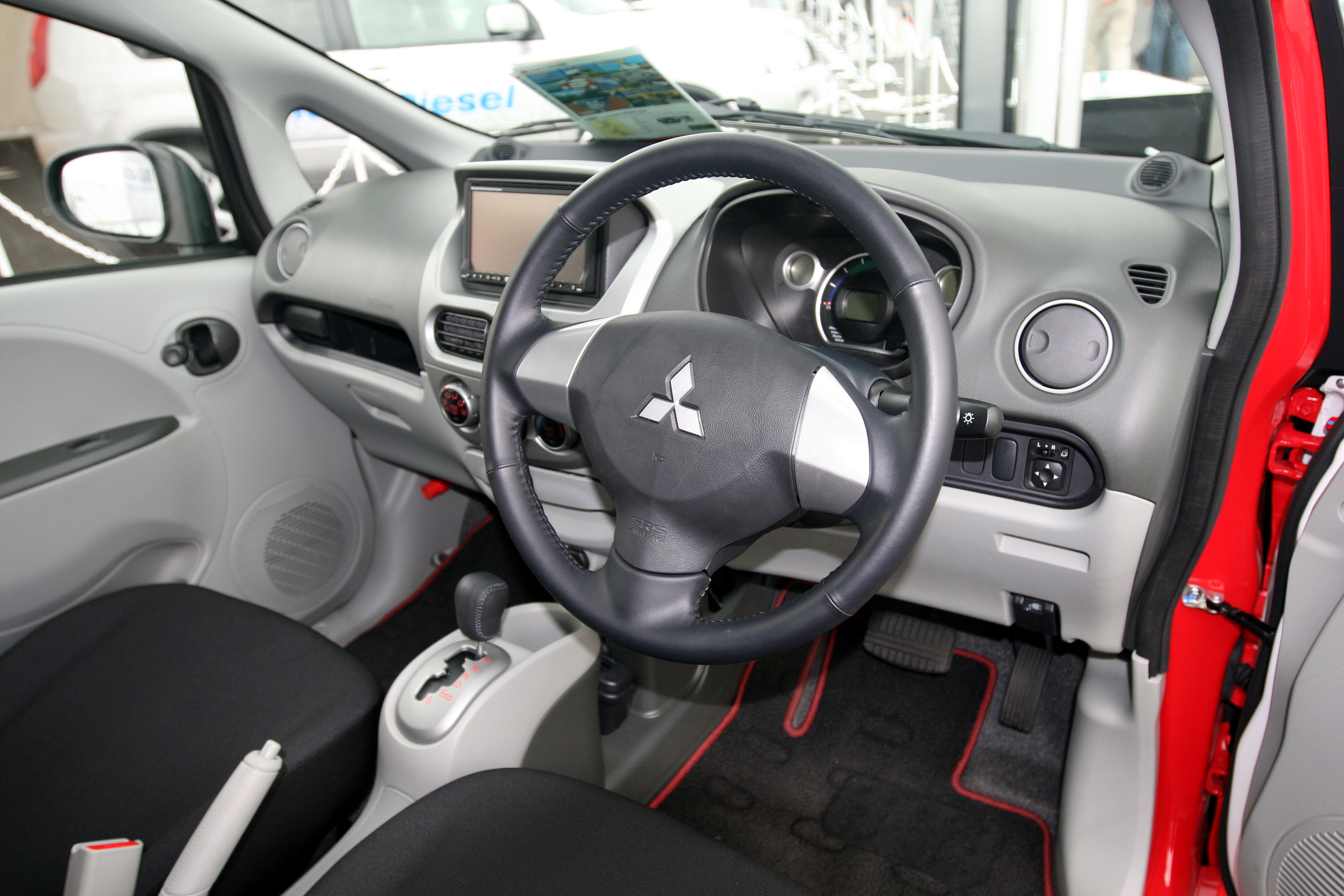
車内
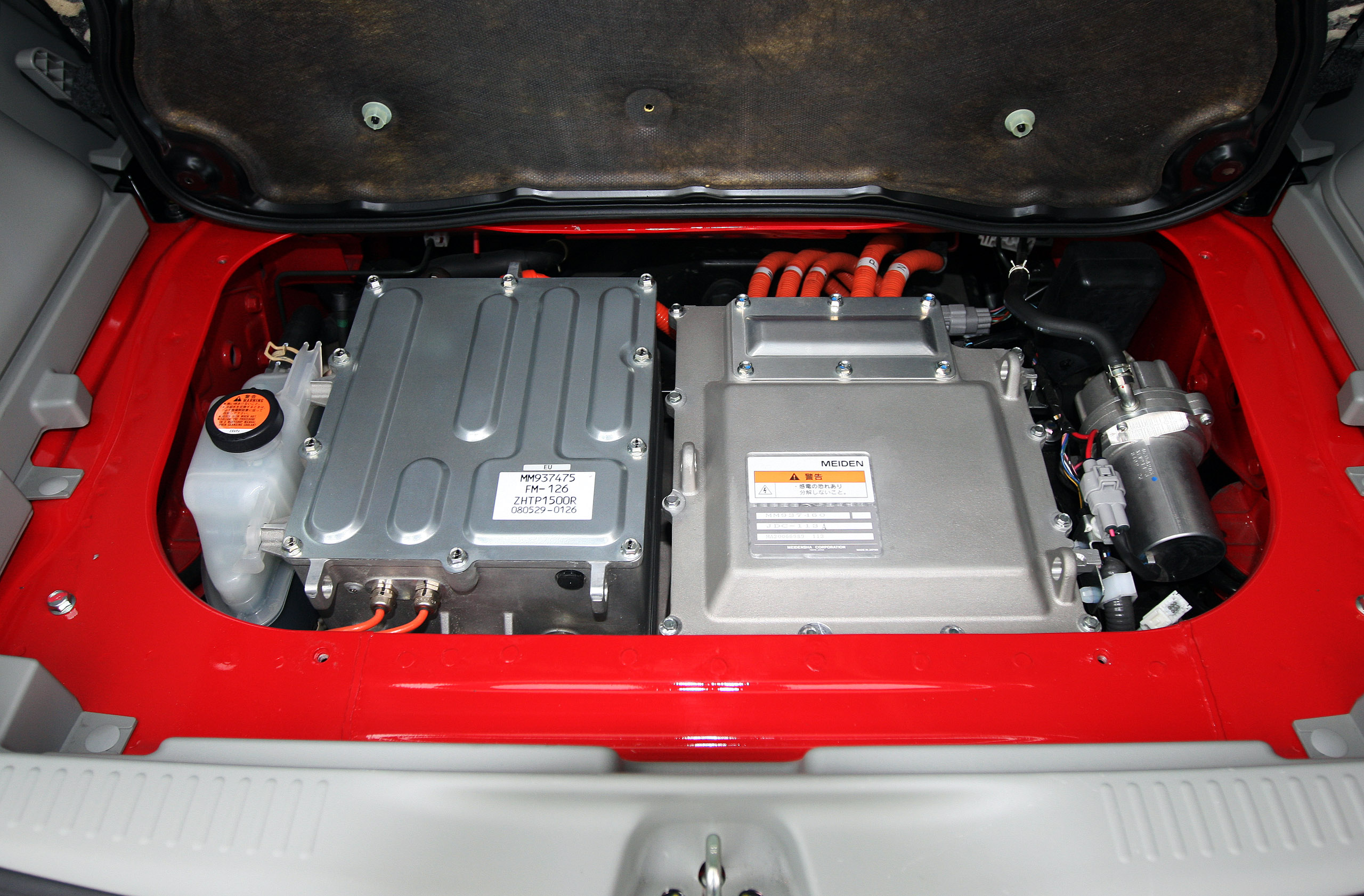
インバーター
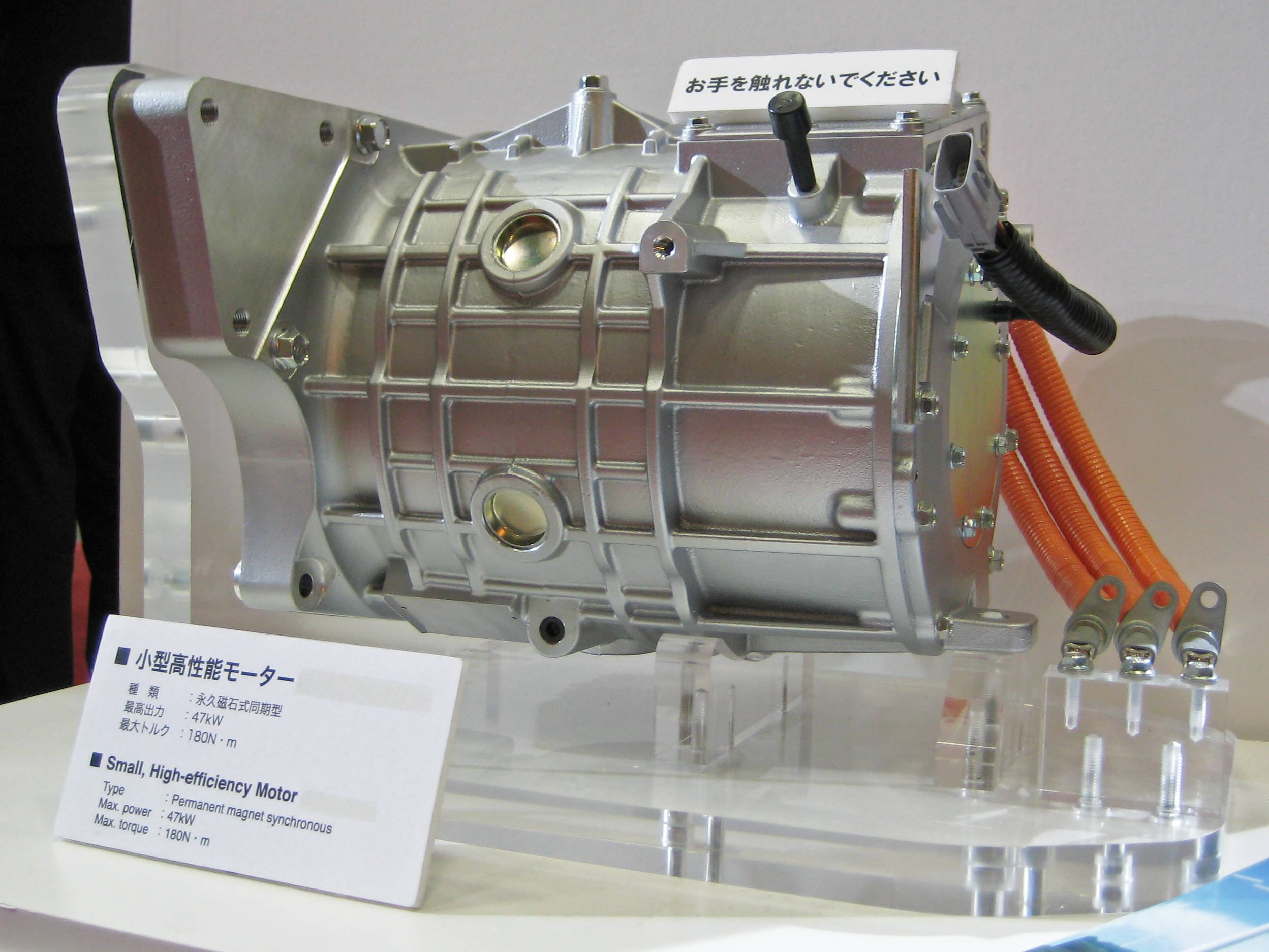
モーター
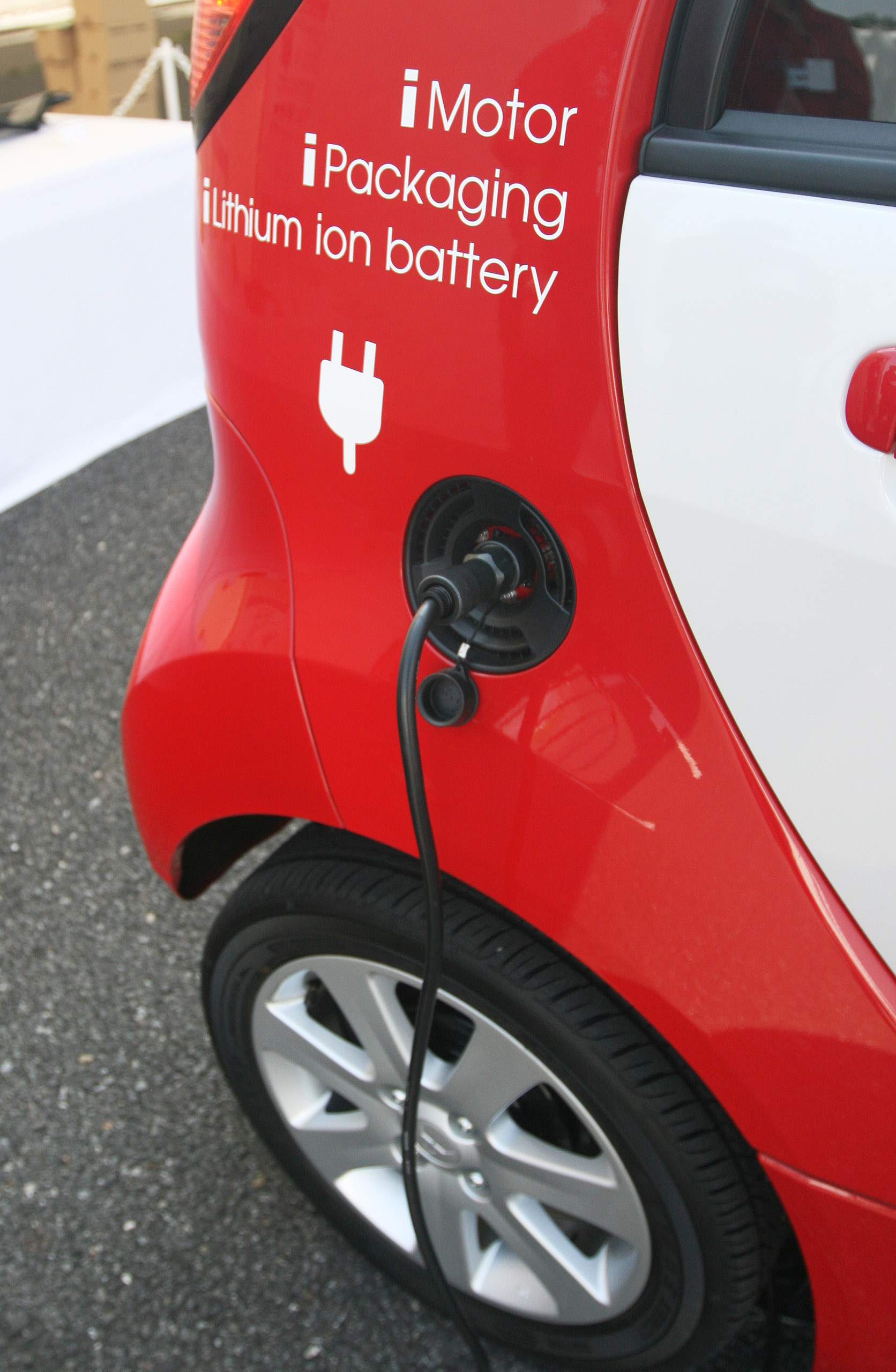
普通（倍速）充電用プラグ（試作型）
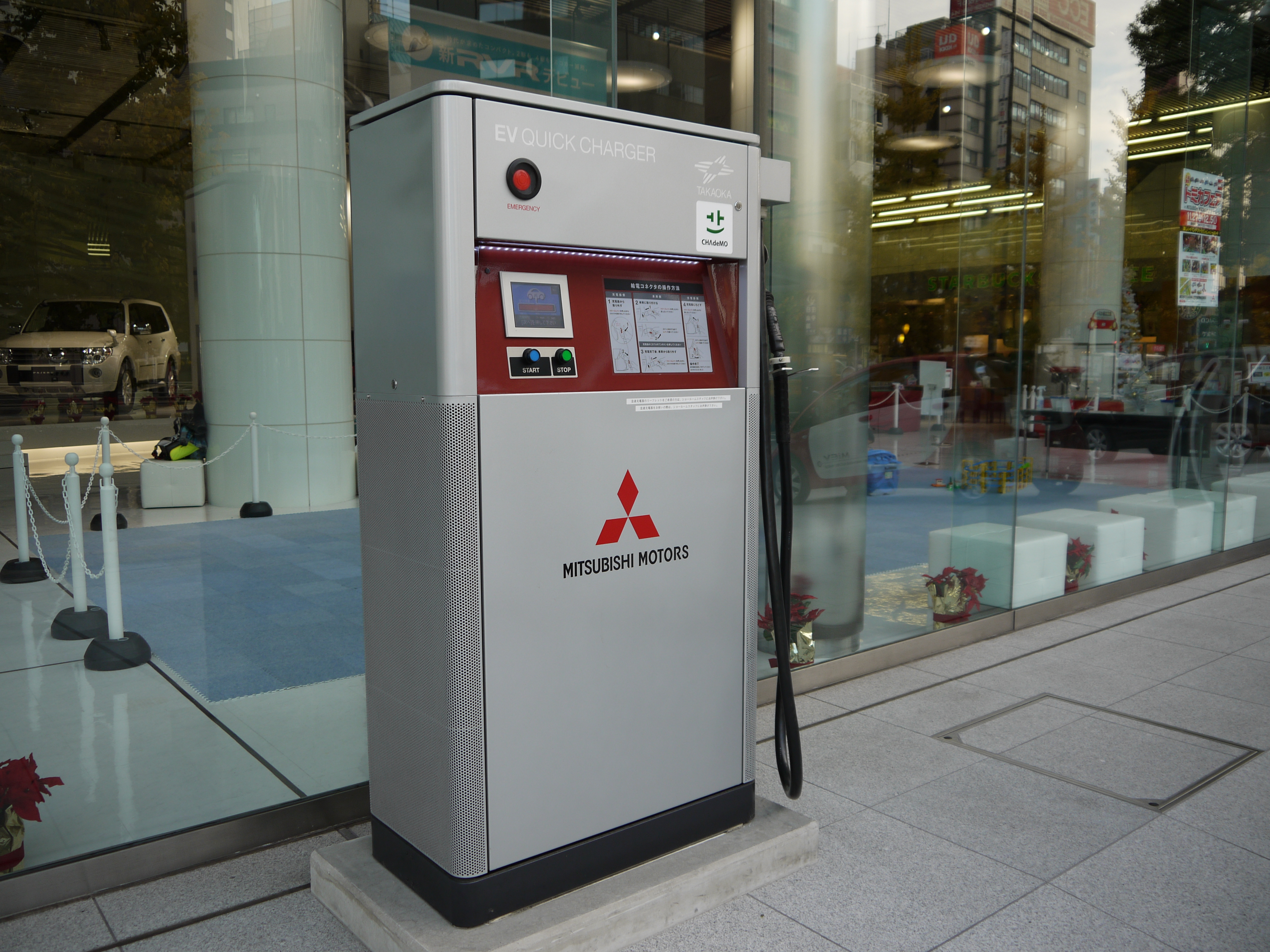
急速充電スタンド
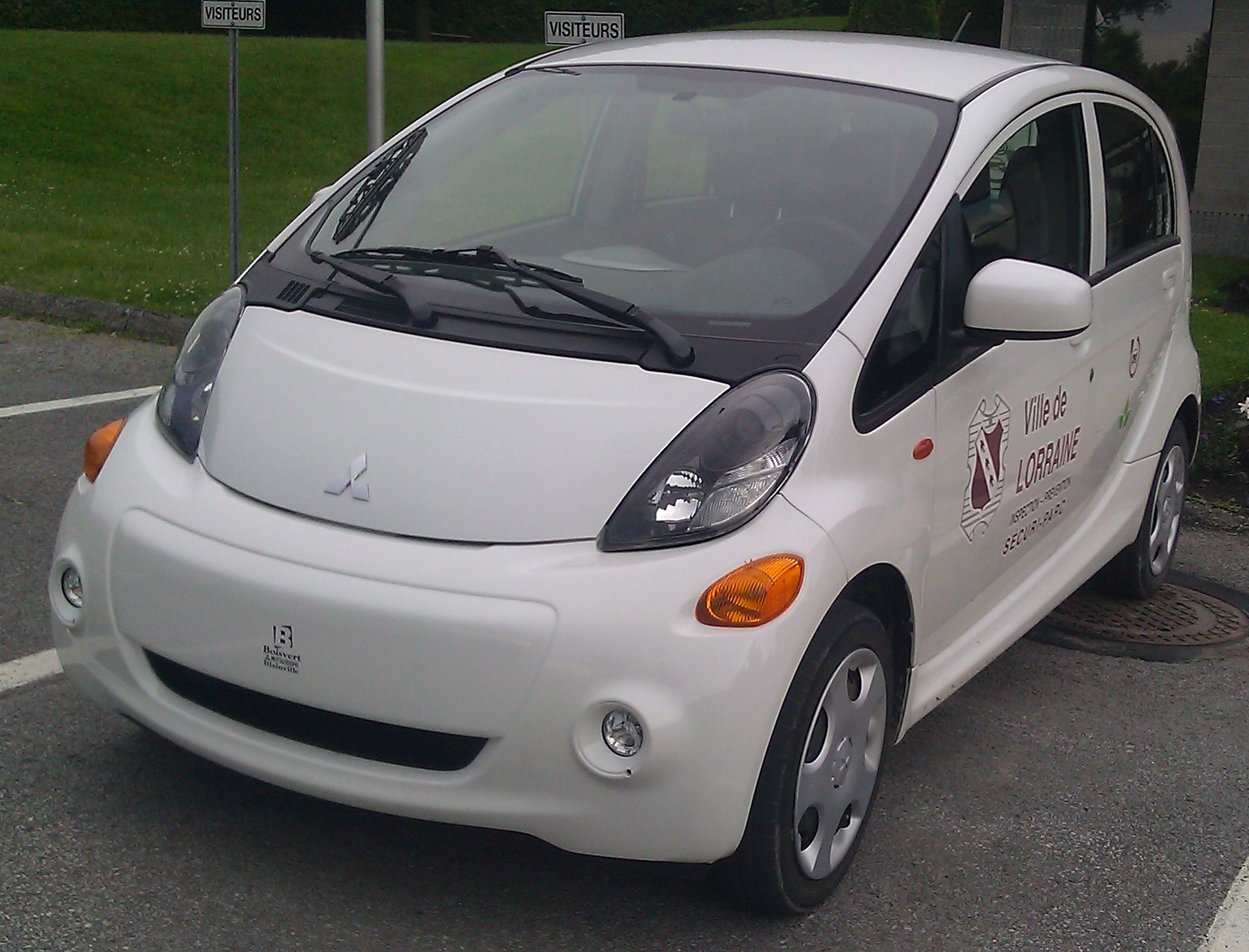
北米仕様
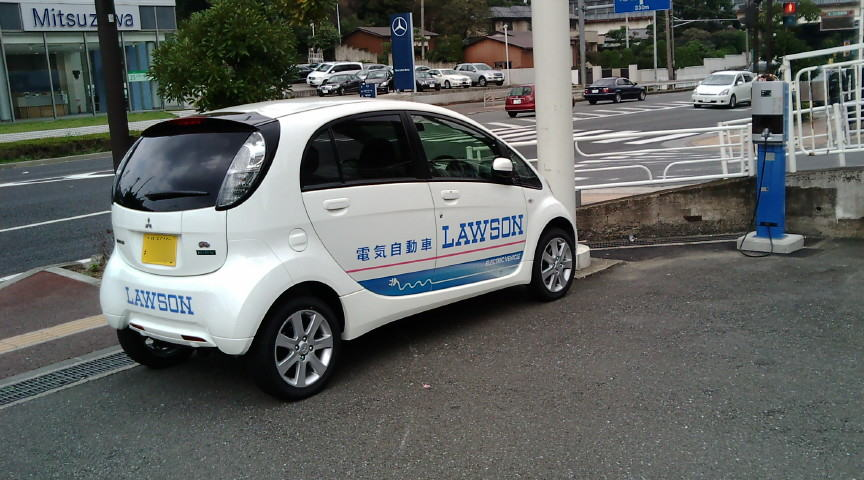
ローソン仕様版。後方は倍速充電器(200V普通充電器)
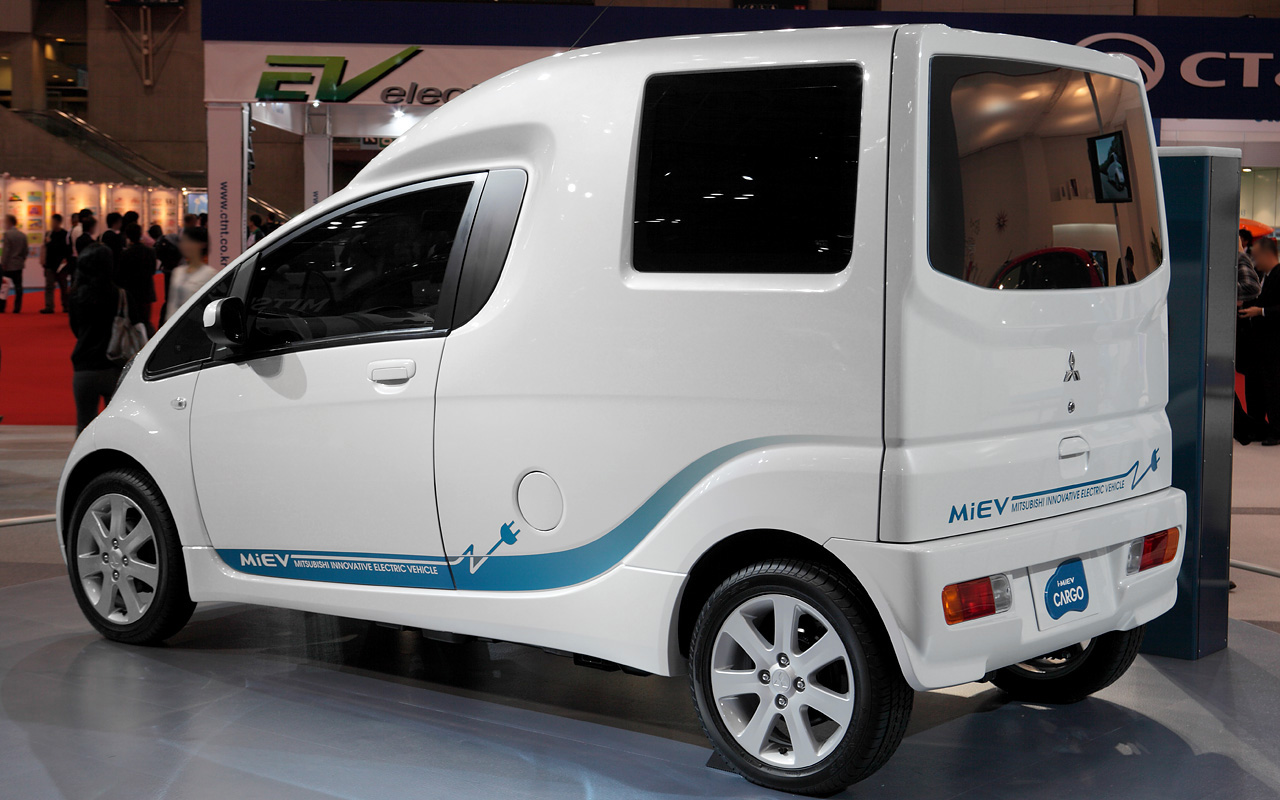
i-MiEVカーゴ
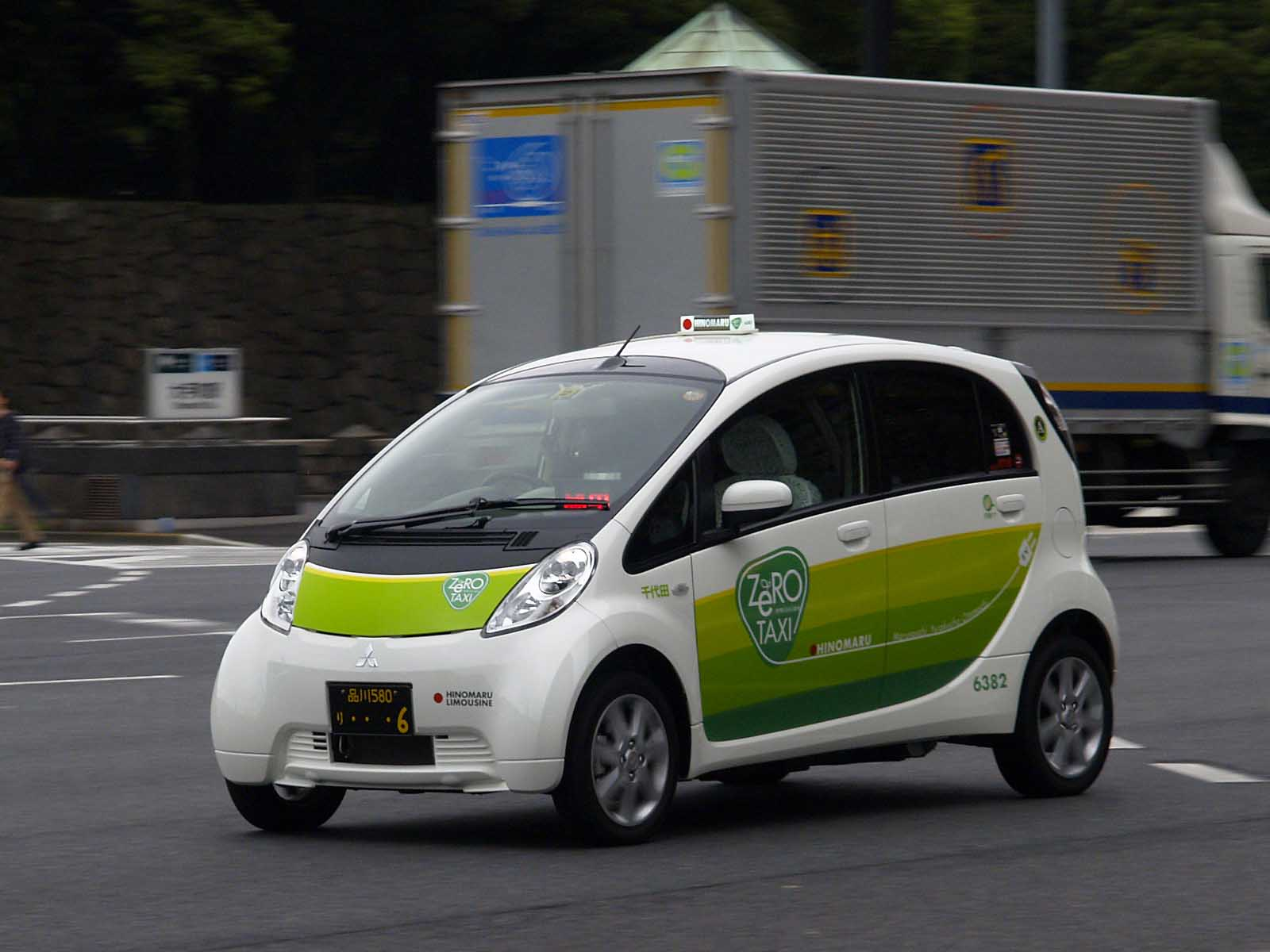
日の丸リムジン「ゼロタクシー」
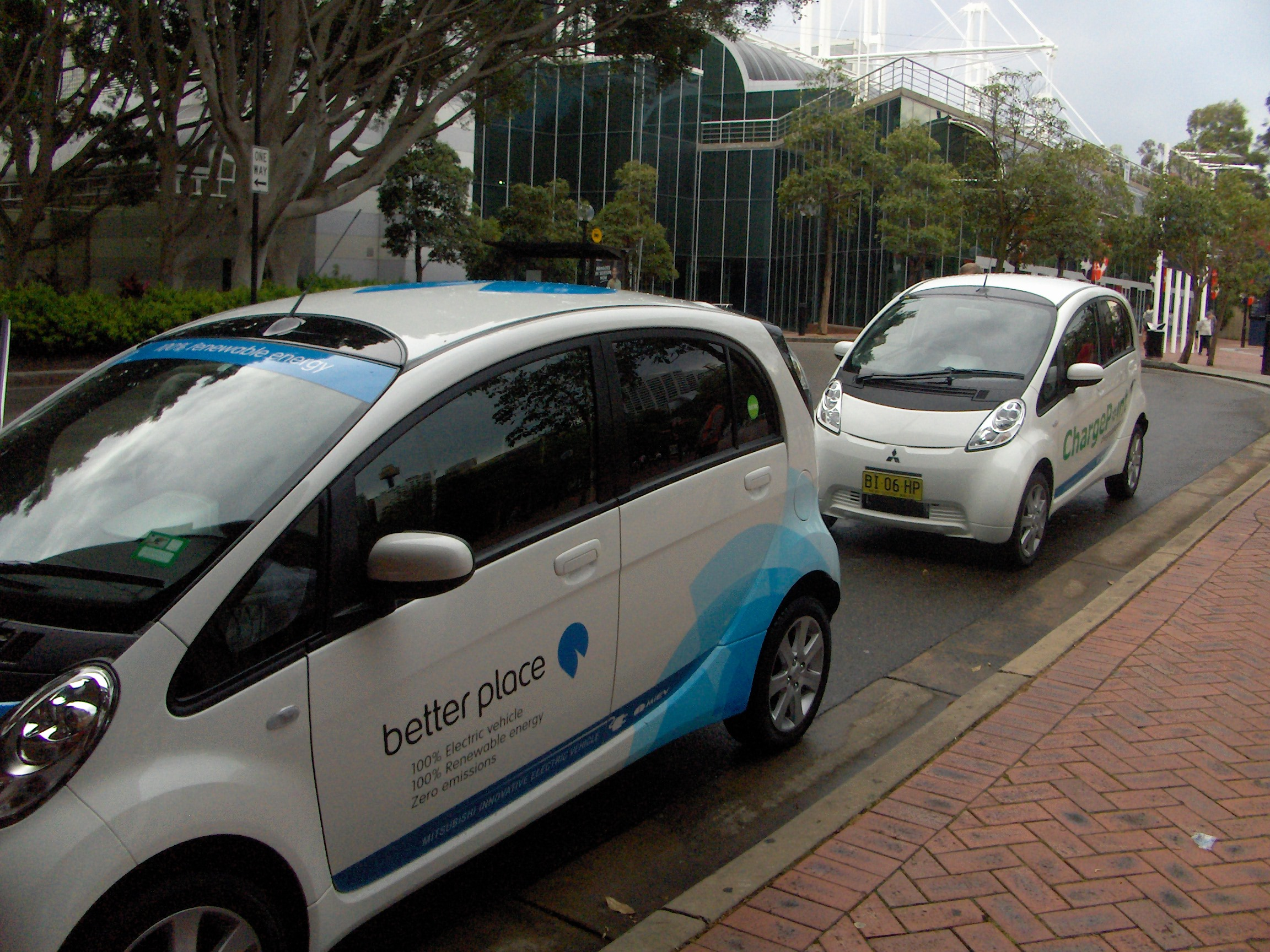
ベタープレイス社とクーロン・テクノロジーズ社（"ChargePoint"の文字）のリース版

## OEM・海外仕様

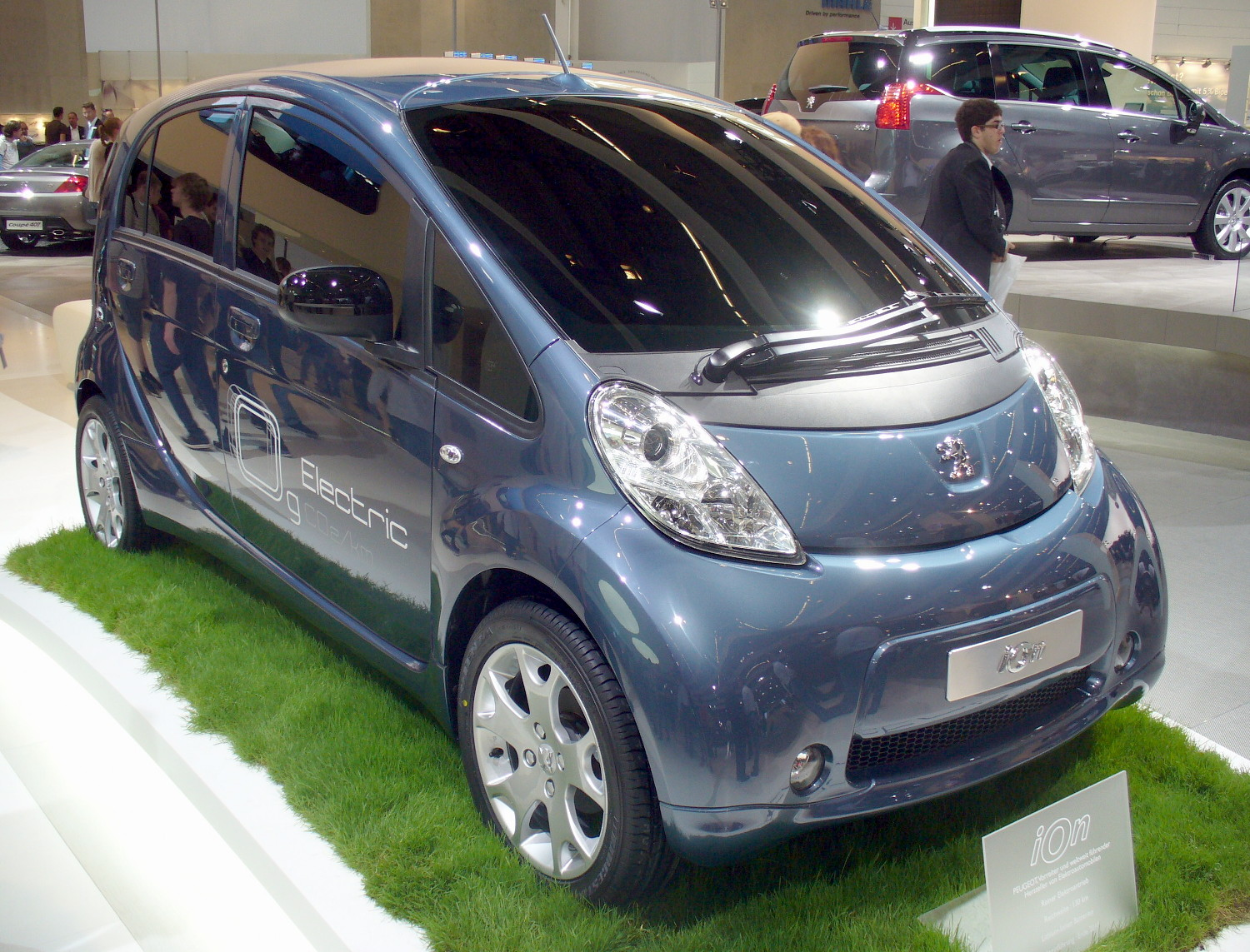
プジョー・iOn

プジョーとシトロエンは2009年後半に相次いでi-MiEVのOEM車を発表した。プジョー車はiOn、シトロエン車はC-ZEROという名称になる。2010年末にヨーロッパで発売された。日本国内向けi-MiEVからの変更点は、フロントバンパーが大型化され、全長が85ミリ拡大されている。それ以外の内容はほぼ変更されていない。なお、i-MiEVのヨーロッパ仕様車も同型のフロントバンパーが装備される。
光岡自動車は2010年4月に、i-MiEVをベースとした電気自動車「ライク（雷駆）」を発表した。乗員定数を5人に変更し、前・後部を独自のデザインとしている。
2010年11月、ロサンゼルスオートショーにて北米仕様車が正式発表された。日本国内仕様や欧州仕様とは大きく異なり、全長が285ミリ、全幅が110ミリ、全高が5ミリ拡大された専用車体を使用する。2011年11月から一部地域で発売。その後、2012年6月に全米で販売された。2017年に北米での販売は終了。

## モータースポーツ
2012年5月、三菱はパイクスピーク・インターナショナル・ヒルクライムにi-MiEVのコンポーネントを流用したプロトタイプ「i-MiEV Evolution」と北米仕様i-MiEV（現地名:Mitsubishi i）で参戦することを発表した。北米仕様i-MiEVはベッキー・ゴードンが運転し、電気自動車クラス6位で完走した。

## 車名の由来
- 「I（自分）」、「愛」、および「innovation（革新）」、「imagination（想像）」、「intelligence（知性）」の頭文字から。
- MiEV（Mitsubishi innovative Electric Vehicle：ミツビシ・イノヴェイティヴ・エレクトリック・ヴィークル）の略で、三菱自動車工業が開発したリチウムイオン電池、駆動モーターを搭載した次世代電気自動車技術の総称。